# Reservas de Mata Atlântica da Costa do Descobrimento
As Reservas de Mata Atlântica da Costa do Descobrimento possui 112.000 hectares da Reserva da Biosfera da Mata Atlântica entre 16° 09' - 16° 51' S e 39° 19' - 39° 21' W foram declarados Patrimônio Mundial pela UNESCO em 1999. As Reservas da Costa do Descobrimento nos estados de Bahia e Espírito Santo possuem os remanescentes mais preservados de Mata Atlântica entre Nordeste do Brasil e o Sudeste.
Tem incalculável valor simbólico por abrigar as paisagens ainda intactas que testemunharam o nascimento de uma grande nação. Compreenden 8 UC´s: as Reservas Biológicas de Una e Sooretama; as RPPNs Pau Brasil, Vera Cruz e Linhares; os Parques Nacionais Pau Brasil, Monte Pascoal e do Descobrimento.
As florestas tropicais da costa atlântica do Brasil são as mais ricas do mundo em termos de biodiversidade. O lugar possui uma vasta distinção de espécies com uma alto grau de endemismo e demonstra uma quadro de evolução que não é somente de grande interesse científico mas também de grande importância para a conservação. Entre as espécies mais conhecidas estão o mico-leão-de-cara-dourada e o macaco-prego-do-peito-amarelo. Lá podemos também encontrar restos de "pau brasil", a madeira brasileira que deu origem ao nome do país - Brasil.
As Reservas da Mata Atlântica da Costa do Descobrimento compreendem uma série de patrimônios culturais, que representam exemplos extraordinários da primeira ocupação europeia do Novo Mundo e que são testemunhos únicos deste período da história moderna. Alguns dos exemplos más extraordinários são o centro histórico de Porto Seguro, Vale Verde, Trancoso e Santa Cruz de Cabrália. As ruínas da primeira igreja do Brasil se encontram no topo de uma falésia ao norte de Porto Seguro. Recentemente, uma antiga civilização tupi foi descoberta.

## Lista
| Área protegida | Tipo                                     | Área (km²) | Estado         | Coordenadas                  |
| -------------- | ---------------------------------------- | ---------- | -------------- | ---------------------------- |
| Una            | reserva biológica                        | 114,00     | Bahia          | 15° 10′ 23″ S, 39° 07′ 56″ O |
| Pau-Brasil     | estação ecológica                        | 11,45      | Bahia          | 16° 23′ 22″ S, 39° 10′ 59″ O |
| Veracruz       | reserva particular do patrimônio natural | 60,7       | Bahia          | 16° 20′ 45″ S, 39° 08′ 43″ O |
| Pau Brasil     | parque nacional                          | 115,38     | Bahia          | 16° 29′ 57″ S, 39° 15′ 03″ O |
| Descobrimento  | parque nacional                          | 211,3      | Bahia          | 17° 04′ 34″ S, 39° 18′ 24″ O |
| Monte Pascoal  | parque nacional                          | 138,76     | Bahia          | 16° 52′ 44″ S, 39° 15′ 16″ O |
| Linhares       | reserva particular do patrimônio natural | 227,77     | Espírito Santo | 19° 00′ 54″ S, 40° 07′ 30″ O |
| Sooretama      | reserva biológica                        | 240,00     | Espírito Santo | 19° 06′ 15″ S, 39° 56′ 43″ O |